# Valentin Giraud Moine
Valentin Giraud Moine (Gap, 23 gennaio 1992) è uno sciatore alpino francese.

## Biografia
Giraud Moine, originario di Orcières e attivo in gare FIS dal dicembre del 2007, ha esordito in Coppa Europa il 27 gennaio 2010 a Les Orres in discesa libera (58º); nella medesima specialità ha vinto la medaglia di bronzo ai Mondiali juniores del Québec del 2013. In Coppa del Mondo ha debuttato il 30 novembre 2013 a Lake Louise, senza concludere la discesa libera in programma, e ha colto due podi, entrambi secondi posti in discesa libera: a Lillehammer Kvitfjell il 12 marzo 2016 e a Kitzbühel il 21 gennaio 2017.
Il 20 gennaio 2020 ha conquistato il primo podio in Coppa Europa, nella discesa libera disputata a Wengen (2º), e il 28 febbraio successivo l'unica vittoria nel circuito, nonché ultimo podio, a Lillehammer Kvitfjell nella medesima specialità; ha lasciato le competizioni di massimo livello al termine della stagione 2020-2021 e la sua ultima gara è stata la discesa libera di Coppa del Mondo disputata il 6 marzo a Saalbach-Hinterglemm e chiusa da Giraud Moine al 46º posto. Non ha preso parte a rassegne olimpiche o iridate.
Dalla stagione 2021-2022, pur continuando a prendere saltuariamente parte a gare minori di sci alpino, si è dedicato allo sci alpino paralimpico, nel ruolo di atleta guida per sciatori ipovedenti: in coppia con Hyacinthe Deleplace ai Mondiali di Lillehammer 2021 (disputati nel gennaio del 2022 a causa delle limitazioni imposte dalla pandemia di COVID-19) ha vinto la medaglia d'oro nella discesa libera, nel supergigante e nella supercombinata, quella di bronzo nello slalom gigante e si è classificato 5º nello slalom speciale. Sempre come atleta guida di Deleplace, ai successivi XIII Giochi paralimpici invernali di Pechino 2022 ha conquistato la medaglia di bronzo nella discesa libera, si è piazzato 4º nel supergigante, 4º nello slalom speciale, 5º nella supercombinata e non ha completato lo slalom gigante.

## Palmarès

### Sci alpino

#### Mondiali juniores
- 1 medaglia:
  - 1 bronzo (discesa libera a Québec 2013)

#### Coppa del Mondo
- Miglior piazzamento in classifica generale: 44º nel 2017
- 2 podi:
  - 2 secondi posti

#### Coppa Europa
- Miglior piazzamento in classifica generale: 12º nel 2020
- Vincitore della classifica di discesa libera nel 2020
- 3 podi (tutti in discesa libera):
  - 1 vittoria
  - 1 secondo posto
  - 1 terzo posto

##### Coppa Europa - vittorie
| Data             | Località              | Paese    | Specialità |
| ---------------- | --------------------- | -------- | ---------- |
| 28 febbraio 2020 | Lillehammer Kvitfjell | Norvegia | DH         |

Legenda:

DH = discesa libera

#### South American Cup
- Miglior piazzamento in classifica generale: 11º nel 2017
- 4 podi:
  - 1 vittoria
  - 1 secondo posto
  - 2 terzi posti

##### South American Cup - vittorie
| Data             | Località | Paese | Specialità |
| ---------------- | -------- | ----- | ---------- |
| 8 settembre 2016 | La Parva | Cile  | SG         |

Legenda:

SG = supergigante

#### Campionati francesi
- 5 medaglie[3]:
  - 3 ori (supergigante nel 2013; discesa libera, supergigante nel 2016)
  - 1 argento (discesa libera nel 2013)
  - 1 bronzo (discesa libera nel 2012)

### Sci alpino paralimpico

#### Paralimpiadi
- 1 medaglia[2]:
  - 1 bronzo (discesa libera a Pechino 2022)

#### Mondiali
- 4 medaglie[2]:
  - 3 ori (discesa libera, supergigante, supercombinata a Lillehammer 2021)
  - 1 bronzo (slalom gigante a Lillehammer 2021)